# Пам'ятникознавство
Пам'яткознавство — комплексна наука (теорія і практика), що вивчає і зберігає соціально значущі об'єкти природи, історії та культури як пам'ятники, які мають особливе значення для окремих людей, соціальних груп, територіальних спільнот, народів і людства в цілому. Звідси розподіл цих об'єктів на пам'ятники всесвітнього значення, загальнодержавні, регіональні, муніципальні і місцеві (конкретного поселення). Для окремих людей мають значення особисті та сімейні пам'ятники.
Пам'яткознавство об'єктів природи, історії і культури набагато ширше історичного джерелознавства як теорії і методики вивчення саме історичних пам'яток, нерідко тільки письмових. Головна відмінність пам'яткознавства від джерелознавства полягає у вивченні ним функціонування артефактів минулого в сучасному культурному контексті з метою соціалізації індивідів, аксіологічного визначення ними своїх координат в соціально-історичному просторі.